# Liste des maires de Campbellton
Voici une liste des maires/mairesses de Campbellton, au Nouveau-Brunswick (Canada).
| Période                                  | Période        | Identité                   | Étiquette | Qualité                                                           |
| ---------------------------------------- | -------------- | -------------------------- | --------- | ----------------------------------------------------------------- |
| 2016                                     | en cours       | Stephanie Anglehart-Paulin |           | AACI, Éval.Prof. Évaluatrice immobilier Commerciale/Résidentielle |
| 2008                                     | 2020           | Bruce N. MacIntosh         |           |                                                                   |
| 2001                                     | 2008           | Mark Ramsey                |           |                                                                   |
| 1999                                     | 2001           | Bruce N. MacIntosh         |           |                                                                   |
| 1998                                     | 7 octobre 1999 | Fernand Dubé               |           | Avocat                                                            |
| 1986                                     | 1998           | Bruce N. MacIntosh         |           |                                                                   |
| 1983                                     | 1986           | Arnold Firlotte            |           |                                                                   |
| 1980                                     | 1983           | Richard (Dick) J. Tingley  |           |                                                                   |
| 1969                                     | 1980           | William T. (Bill) McRae,   |           |                                                                   |
| 1967                                     | 1969           | J.W. MacDonald             |           |                                                                   |
| 1960                                     | 1967           | W.J.S. Walsh               |           |                                                                   |
| 1958                                     | 1959           | C.E. Tingley               |           |                                                                   |
| 1954                                     | 1957           | J.W. Howard                |           |                                                                   |
| 1952                                     | 1953           | J.N. Bujold                |           |                                                                   |
| 1945                                     | 1951           | L.E. Renault               |           |                                                                   |
| 1932                                     | 1944           | P.W. Caldwell              |           |                                                                   |
| 1926                                     | 1931           | Eugene Salvage             |           |                                                                   |
| 1921                                     | 1925           | Norman C. McKay            |           | Militaire, opérateur téléphonique                                 |
| 1919                                     | 1920           | Daniel Murray              |           | Médecin                                                           |
| 1918                                     | 1918           | Charles A. Alexander       |           |                                                                   |
| 1913                                     | 1917           | Albert A. Andrew           |           | Inspecteur des wagons au chemin de fer Intercolonial              |
| 1912                                     | 1912           | Frank Murray               |           |                                                                   |
| 1911                                     | 1911           | A. MacGillvery MacDonald   |           | Pharmacien                                                        |
| 1905                                     | 1910           | Daniel Murray              |           | Médecin                                                           |
| 1903                                     | 1904           | William Murray             |           |                                                                   |
| 1900                                     | 1902           | A.E. Alexander             |           | Homme d'affaires                                                  |
| 1899                                     | 1899           | Daniel Murray              |           | Médecin                                                           |
| 1893                                     | 1898           | A.E. Alexander             |           | Homme d'affaires                                                  |
| 1892                                     | 1892           | William Albert Mott        |           | Avocat                                                            |
| 1891                                     | 1891           | A.E. Alexander             |           | Homme d'affaires                                                  |
| 1890                                     | 1890           | William W. Doherty         |           | Industriel                                                        |
| 1889                                     | 1889           | John McAllister            |           | Avocat                                                            |
| Les données manquantes sont à compléter. |                |                            |           |                                                                   |